# Sunette Viljoen
Sunette Stella Viljoen (Rustemburgo, 6 de outubro de 1983) é uma atleta sul-africana especialista no lançamento de dardo, medalhista olímpica.

## Carreira

### Rio 2016
Viljoen representou seu país nos Jogos Olímpicos Rio 2016, após se qualificar para as finais. Conseguiu a medalha de prata com 64.92 m.